# Pireella pergemmescens
Pireella pergemmescens är en bladmossart som beskrevs av H. Robinson in H. Robinson, Holm-nielsen och Jeppesen 1971. Pireella pergemmescens ingår i släktet Pireella och familjen Pterobryaceae. Inga underarter finns listade i Catalogue of Life.